# Vlčí Habřina
Vlčí Habřina település Csehországban, a Pardubicei járásban. Vlčí Habřina Břehy, Bukovka, Rohovládova Bělá, Přelovice, Sopřeč és Vyšehněvice településekkel határos. Lakosainak száma 330 fő (2024. január 1.).

## Népesség
A település lakosságának változását az alábbi diagram mutatja:
| Lakosok száma | 411  | 504  | 459  | 431  | 361  | 309  | 303  | 313  | 311  | 330  |
|               | 1869 | 1900 | 1921 | 1961 | 1980 | 2011 | 2016 | 2019 | 2021 | 2024 |